# Tweede Kamerverkiezingen in het kiesdistrict Middelburg (1850-1888)
Tweede Kamerverkiezingen in het kiesdistrict Middelburg (1850-1888) geeft een overzicht van verkiezingen voor de Nederlandse Tweede Kamer in het kiesdistrict Middelburg in de periode 1850-1888.
Het kiesdistrict Middelburg was al ingesteld in 1848. De indeling van het kiesdistrict werd in 1850 gewijzigd bij de invoering van de Kieswet. Tot het kiesdistrict behoorden vanaf dat moment de volgende gemeenten: Aagtekerke, Aardenburg, Arnemuiden, Axel, Biervliet, Biggekerke, Boschkapelle, Breskens, Cadzand, Clinge, Domburg, Eede, Gapinge, Graauw en Langendam, Grijpskerke, Groede, Heille, Hengstdijk, Hoek, Hoofdplaat, Hulst,  Kleverskerke, Koewacht, Koudekerke, Meliskerke, Middelburg, Neuzen, Nieuw- en Sint Joosland, Nieuwvliet, Oost- en West-Souburg, Oostburg, Oostkapelle, Overslag, Philippine, Retranchement, Ritthem, Sas van Gent, Schoondijke, Serooskerke, Sint Anna ter Muiden, 
Sint Jansteen, Sint Kruis, Sint Laurens, Sluis, 
Stoppeldijk, Veere, Vlissingen, Vrouwenpolder, Waterlandkerkje, Westdorpe, Westkapelle, IJzendijke, Zaamslag, Zoutelande, Zuiddorpe en Zuidzande.
In 1864 werd de indeling van het kiesdistrict gewijzigd. Een gedeelte van het kiesdistrict Goes (de gemeenten Hontenisse en Ossenisse) werd toegevoegd aan het kiesdistrict Middelburg.
In 1878 werd de indeling van het kiesdistrict wederom gewijzigd. De gemeenten Clinge, Graauw en Langendam, Hengstdijk, Hontenisse, Hulst, Ossenisse, Sint Jansteen en Stoppeldijk werden toegevoegd aan het kiesdistrict Goes.
Het kiesdistrict Middelburg was in deze periode een meervoudig kiesdistrict: het vaardigde twee leden af naar de Tweede Kamer. Om de twee jaar trad een van de leden af; er werd dan een periodieke verkiezing gehouden voor de vrijgevallen zetel. Bij algemene verkiezingen (na ontbinding van de Tweede Kamer) bracht elke kiezer twee stemmen uit. Om in de eerste verkiezingsronde gekozen te worden moest een kandidaat minimaal de districtskiesdrempel behalen; indien nodig werd een tweede ronde gehouden.
Legenda
- cursief: in de eerste verkiezingsronde geplaatst voor de tweede ronde;
- vet: gekozen als lid van de Tweede Kamer.

## 27 augustus 1850
De verkiezingen waren algemene verkiezingen; zij werden gehouden na ontbinding van de Tweede Kamer na inwerkingtreding van de Kieswet.
|                               | 27 augustus |
| ----------------------------- | ----------- |
| Kiesgerechtigden              | 2.362       |
| Opkomst                       | 1.377       |
| Geldige stemmen               | 2.712       |
| Blanco stemmen                | 20          |
| Kiesdrempel                   | 678         |
| Kandidaten                    |             |
| J.J. Slicher van Domburg      | 1.063       |
| D. van Eck                    | 843         |
| P.J. Bachiene                 | 145         |
| G.A. Fokker                   | 142         |
| J.F. Bijleveld                | 129         |
| G. Groen van Prinsterer       | 62          |
| Æ. Mackay                     | 39          |
| P. Damas van Citters          | 37          |
| M.C. Paspoort van Grijpskerke | 31          |
| C. Vis                        | 30          |

## 8 juni 1852
De verkiezingen waren periodieke verkiezingen; zij werden gehouden vanwege de afloop van de zittingstermijn van een gekozen lid.
|                          | 8 juni |
| ------------------------ | ------ |
| Kiesgerechtigden         | 2.404  |
| Opkomst                  | 962    |
| Geldige stemmen          | 946    |
| Blanco stemmen           | 16     |
| Kandidaten               |        |
| J.J. Slicher van Domburg | 557    |
| G. Groen van Prinsterer  | 275    |
| G.A. Fokker              | 32     |

## 17 mei 1853
De verkiezingen waren algemene verkiezingen; zij werden gehouden na ontbinding van de Tweede Kamer.
|                              | 17 mei | 31 mei |
| ---------------------------- | ------ | ------ |
| Kiesgerechtigden             | 2.377  | 2.377  |
| Opkomst                      | 1.620  | 1.767  |
| Geldige stemmen              | 3.181  | 1.753  |
| Blanco stemmen               | 61     | 7      |
| Kiesdrempel                  | 795    | 877    |
| Kandidaten                   |        |        |
| J.J. Slicher van Domburg     | 846    |        |
| D. van Eck                   | 738    | 918    |
| C.W.E. Vaillant              | 767    | 835    |
| P.J. Elout van Soeterwoude   | 649    |        |
| F.W. van Zuylen van Nijevelt | 79     |        |

## 13 juni 1854
De verkiezingen waren periodieke verkiezingen; zij werden gehouden vanwege de afloop van de zittingstermijn van een gekozen lid.
|                          | 13 juni |
| ------------------------ | ------- |
| Kiesgerechtigden         | 2.377   |
| Opkomst                  | 1.080   |
| Geldige stemmen          | 1.066   |
| Blanco stemmen           | 12      |
| Kandidaten               |         |
| J.J. Slicher van Domburg | 507     |
| P.J. Bachiene            | 96      |
| C.W.E. Vaillant          | 59      |

## 10 juni 1856
De verkiezingen waren periodieke verkiezingen; zij werden gehouden vanwege de afloop van de zittingstermijn van een gekozen lid.
|                         | 10 juni |
| ----------------------- | ------- |
| Kiesgerechtigden        | 2.462   |
| Opkomst                 | 1.232   |
| Geldige stemmen         | 1.204   |
| Blanco stemmen          | 9       |
| Kandidaten              |         |
| D. van Eck              | 778     |
| J.F. Schuurbeque Boeye  | 186     |
| J.J.L. van der Brugghen | 158     |

## 8 juni 1858
De verkiezingen waren periodieke verkiezingen; zij werden gehouden vanwege de afloop van de zittingstermijn van een gekozen lid.
|                          | 8 juni |
| ------------------------ | ------ |
| Kiesgerechtigden         | 2.465  |
| Opkomst                  | 929    |
| Geldige stemmen          | 890    |
| Blanco stemmen           | 15     |
| Kandidaten               |        |
| J.J. Slicher van Domburg | 556    |
| B.P.G. van Diggelen      | 259    |

## 12 juni 1860
De verkiezingen waren periodieke verkiezingen; zij werden gehouden vanwege de afloop van de zittingstermijn van een gekozen lid.
|                               | 12 juni |
| ----------------------------- | ------- |
| Kiesgerechtigden              | 2.496   |
| Opkomst                       | 1.084   |
| Geldige stemmen               | 1.047   |
| Blanco stemmen                | 9       |
| Kandidaten                    |         |
| D. van Eck                    | 651     |
| J.G.H. van Tets van Goudriaan | 325     |

## 10 juni 1862
De verkiezingen waren periodieke verkiezingen; zij werden gehouden vanwege de afloop van de zittingstermijn van een gekozen lid.
|                               | 10 juni | 24 juni |
| ----------------------------- | ------- | ------- |
| Kiesgerechtigden              | 2.556   | 2.556   |
| Opkomst                       | 1.074   | 1.206   |
| Geldige stemmen               | 1.036   | 1.182   |
| Blanco stemmen                | 16      | 11      |
| Kandidaten                    |         |         |
| S. van Heemstra               | 303     | 616     |
| W.P. Vis                      | 369     | 566     |
| J.G.H. van Tets van Goudriaan | 265     |         |
| J.P. Dronkers                 | 31      |         |

## 14 juni 1864
De verkiezingen waren periodieke verkiezingen; zij werden gehouden vanwege de afloop van de zittingstermijn van een gekozen lid.
|                               | 14 juni |
| ----------------------------- | ------- |
| Kiesgerechtigden              | 2.711   |
| Opkomst                       | 1.411   |
| Geldige stemmen               | 1.367   |
| Blanco stemmen                | 13      |
| Kandidaten                    |         |
| D. van Eck                    | 901     |
| O. van Wassenaer van Catwijck | 438     |

## 17 januari 1865
Schelto van Heemstra, gekozen bij de verkiezingen van 10 juni 1862, overleed op 20 december 1864. Om in de ontstane vacature te voorzien werd een tussentijdse verkiezing gehouden.
|                               | 17 januari |
| ----------------------------- | ---------- |
| Kiesgerechtigden              | 2.711      |
| Opkomst                       | 1.514      |
| Geldige stemmen               | 1.483      |
| Blanco stemmen                | 6          |
| Kandidaten                    |            |
| G.A. Fokker                   | 938        |
| O. van Wassenaer van Catwijck | 417        |
| J.G.H. van Tets van Goudriaan | 91         |

## 12 juni 1866
De verkiezingen waren periodieke verkiezingen; zij werden gehouden vanwege de afloop van de zittingstermijn van een gekozen lid.
|                               | 12 juni |
| ----------------------------- | ------- |
| Kiesgerechtigden              | 2.693   |
| Opkomst                       | 1.300   |
| Geldige stemmen               | 1.261   |
| Blanco stemmen                | 13      |
| Kandidaten                    |         |
| G.A. Fokker                   | 862     |
| O. van Wassenaer van Catwijck | 322     |

## 30 oktober 1866
De verkiezingen waren algemene verkiezingen; zij werden gehouden na ontbinding van de Tweede Kamer.
|                               | 30 oktober |
| ----------------------------- | ---------- |
| Kiesgerechtigden              | 2.693      |
| Opkomst                       | 2.059      |
| Geldige stemmen               | 3.971      |
| Blanco stemmen                | 55         |
| Kiesdrempel                   | 993        |
| Kandidaten                    |            |
| D. van Eck                    | 1.328      |
| G.A. Fokker                   | 1.327      |
| J.L. de Jonge                 | 480        |
| J.W. Vader                    | 438        |
| J.G.H. van Tets van Goudriaan | 83         |
| P.H. Saaymans Vader           | 62         |
| M.T. Lantsheer                | 54         |
| C.C. van den Bosch            | 52         |

## 22 januari 1868
De verkiezingen waren algemene verkiezingen; zij werden gehouden na ontbinding van de Tweede Kamer.
|                   | 22 januari |
| ----------------- | ---------- |
| Kiesgerechtigden  | 2.716      |
| Opkomst           | 1.991      |
| Geldige stemmen   | 3.931      |
| Blanco stemmen    | 35         |
| Kiesdrempel       | 983        |
| Kandidaten        |            |
| G.A. Fokker       | 1.141      |
| D. van Eck        | 1.138      |
| H.J. van der Heim | 823        |
| J.L. de Jonge     | 797        |

## 8 juni 1869
De verkiezingen waren periodieke verkiezingen; zij werden gehouden vanwege de afloop van de zittingstermijn van een gekozen lid.
|                                | 8 juni |
| ------------------------------ | ------ |
| Kiesgerechtigden               | 2.733  |
| Opkomst                        | 1.971  |
| Geldige stemmen                | 1.929  |
| Blanco stemmen                 | 10     |
| Kandidaten                     |        |
| D. van Eck                     | 1.204  |
| J.G.H. van Tets van Goudriaan  | 422    |
| C.T. van Lynden van Sandenburg | 262    |

## 11 oktober 1870
Gerrit Fokker, gekozen bij de verkiezingen van 22 januari 1868, trad op 17 september 1870 af. Om in de ontstane vacature te voorzien werd een tussentijdse verkiezing gehouden.
|                                  | 11 oktober |
| -------------------------------- | ---------- |
| Kiesgerechtigden                 | 2.810      |
| Opkomst                          | 1.314      |
| Geldige stemmen                  | 1.286      |
| Blanco stemmen                   | 16         |
| Kandidaten                       |            |
| J.P.R. Tak                       | 667        |
| J.P.J.A. van Zuylen van Nijevelt | 386        |
| J.G.H. van Tets van Goudriaan    | 137        |
| F. Nagtglas                      | 54         |

## 13 juni 1871
De verkiezingen waren periodieke verkiezingen; zij werden gehouden vanwege de afloop van de zittingstermijn van een gekozen lid.
|                                  | 13 juni |
| -------------------------------- | ------- |
| Kiesgerechtigden                 | 2.812   |
| Opkomst                          | 1.742   |
| Geldige stemmen                  | 1.725   |
| Blanco stemmen                   | 11      |
| Kandidaten                       |         |
| J.P.R. Tak                       | 934     |
| J.P.J.A. van Zuylen van Nijevelt | 407     |
| A. Kuyper                        | 367     |

## 10 juni 1873
De verkiezingen waren periodieke verkiezingen; zij werden gehouden vanwege de afloop van de zittingstermijn van een gekozen lid.
|                  | 10 juni |
| ---------------- | ------- |
| Kiesgerechtigden | 2.815   |
| Opkomst          | 1.780   |
| Geldige stemmen  | 1.763   |
| Blanco stemmen   | 13      |
| Kandidaten       |         |
| D. van Eck       | 1.029   |
| J.L. de Jonge    | 719     |

## 8 juni 1875
De verkiezingen waren periodieke verkiezingen; zij werden gehouden vanwege de afloop van de zittingstermijn van een gekozen lid.
|                           | 8 juni |
| ------------------------- | ------ |
| Kiesgerechtigden          | 2.903  |
| Opkomst                   | 2.193  |
| Geldige stemmen           | 2.176  |
| Blanco stemmen            | 13     |
| Kandidaten                |        |
| J.L. de Jonge             | 1.099  |
| J.P.R. Tak van Poortvliet | 1.059  |

## 3 augustus 1875
Johannes Tak van Poortvliet, gekozen bij de verkiezingen van 13 juni 1871, trad op 10 juli 1875 af. Om in de ontstane vacature te voorzien werd een tussentijdse verkiezing gehouden.
|                  | 3 augustus |
| ---------------- | ---------- |
| Kiesgerechtigden | 2.903      |
| Opkomst          | 1.572      |
| Geldige stemmen  | 1,496      |
| Blanco stemmen   | 73         |
| Kandidaten       |            |
| G.A. Fokker      | 1.185      |
| J.L. de Jonge    | 294        |

## 12 juni 1877
De verkiezingen waren periodieke verkiezingen; zij werden gehouden vanwege de afloop van de zittingstermijn van een gekozen lid.
|                  | 12 juni |
| ---------------- | ------- |
| Kiesgerechtigden | 2.920   |
| Opkomst          | 2.094   |
| Geldige stemmen  | 2.076   |
| Blanco stemmen   | 15      |
| Kandidaten       |         |
| D. van Eck       | 1.214   |
| J. Wolbers       | 854     |

## 10 juni 1879
De verkiezingen waren periodieke verkiezingen; zij werden gehouden vanwege de afloop van de zittingstermijn van een gekozen lid.
|                  | 10 juni |
| ---------------- | ------- |
| Kiesgerechtigden | 2.560   |
| Opkomst          | 1.177   |
| Geldige stemmen  | 1.129   |
| Blanco stemmen   | 43      |
| Kandidaten       |         |
| J.L. de Jonge    | 1.028   |
| H.J. Bool        | 951     |

## 14 juni 1881
De verkiezingen waren periodieke verkiezingen; zij werden gehouden vanwege de afloop van de zittingstermijn van een gekozen lid.
|                  | 14 juni |
| ---------------- | ------- |
| Kiesgerechtigden | 2.697   |
| Opkomst          | 1.981   |
| Geldige stemmen  | 1.964   |
| Blanco stemmen   | 12      |
| Kandidaten       |         |
| D. van Eck       | 1.018   |
| J.C. Fabius      | 928     |

## 29 november 1881
Johan de Jonge, gekozen bij de verkiezingen van 12 juni 1877, trad op 1 november 1881 af vanwege zijn benoeming als dijkgraaf van het waterschap Schouwen. Om in de ontstane vacature te voorzien werd een tussentijdse verkiezing gehouden.
|                  | 29 november |
| ---------------- | ----------- |
| Kiesgerechtigden | 2.697       |
| Opkomst          | 1.993       |
| Geldige stemmen  | 1.962       |
| Blanco stemmen   | 12          |
| Kandidaten       |             |
| H.J. Bool        | 989         |
| P.C. 't Hooft    | 968         |

## 3 januari 1882
De verkiezing van 29 november 1881 werd ongeldig verklaard vanwege onregelmatigheden. Om in de ontstane vacature te voorzien werd een nieuwe tussentijdse verkiezing gehouden.
|                  | 3 januari |
| ---------------- | --------- |
| Kiesgerechtigden | 2.697     |
| Opkomst          | 2.358     |
| Geldige stemmen  | 2.338     |
| Blanco stemmen   | 13        |
| Kandidaten       |           |
| P.C. 't Hooft    | 1.228     |
| H.J. Bool        | 1.109     |

## 12 juni 1883
De verkiezingen waren periodieke verkiezingen; zij werden gehouden vanwege de afloop van de zittingstermijn van een gekozen lid.
|                       | 12 juni |
| --------------------- | ------- |
| Kiesgerechtigden      | 2.701   |
| Opkomst               | 2.217   |
| Geldige stemmen       | 2.195   |
| Blanco stemmen        | 17      |
| Kandidaten            |         |
| P.C. 't Hooft         | 1.250   |
| W.J. Snouck Hurgronje | 940     |

## 28 oktober 1884
De verkiezingen waren algemene verkiezingen; zij werden gehouden na ontbinding van de Tweede Kamer.
|                   | 28 oktober | 11 november |
| ----------------- | ---------- | ----------- |
| Kiesgerechtigden  | 2.759      | 2.759       |
| Opkomst           | 2.336      | 2.528       |
| Geldige stemmen   | 4.616      | 2.504       |
| Blanco stemmen    | 54         | 17          |
| Kiesdrempel       | 1.159      | 1.252       |
| Kandidaten        |            |             |
| P.C. 't Hooft     | 1.201      |             |
| L.W.C. Keuchenius | 1.156      | 1.340       |
| D. van Eck        | 1.128      | 1.164       |
| A. Smit           | 1.117      |             |

## 15 juni 1886
De verkiezingen waren algemene verkiezingen; zij werden gehouden na ontbinding van de Tweede Kamer.
|                         | 15 juni |
| ----------------------- | ------- |
| Kiesgerechtigden        | 2.929   |
| Opkomst                 | 2.728   |
| Geldige stemmen         | 5.382   |
| Blanco stemmen          | 36      |
| Kiesdrempel             | 1.346   |
| Kandidaten              |         |
| J.P.I. Buteux           | 1.441   |
| A. Smit                 | 1.409   |
| L.W.C. Keuchenius       | 1.281   |
| M.A. de Savornin Lohman | 1.247   |

## 1 september 1887
De verkiezingen waren algemene verkiezingen; zij werden gehouden na ontbinding van de Tweede Kamer.
|                  | 1 september |
| ---------------- | ----------- |
| Kiesgerechtigden | 2.910       |
| Opkomst          | 2.304       |
| Geldige stemmen  | 4.498       |
| Blanco stemmen   | 96          |
| Kiesdrempel      | 1.125       |
| Kandidaten       |             |
| J.P.I. Buteux    | 1.427       |
| A. Smit          | 1.422       |
| C. Lucasse       | 804         |
| T. Heemskerk     | 786         |

## Voortzetting
Na de grondwetsherziening van 1887 werden de meervoudige kiesdistricten opgeheven; het kiesdistrict Middelburg werd derhalve omgezet in een enkelvoudig kiesdistrict. De gemeenten Boschkapelle, Koewacht, Overslag en Zuiddorpe werden toegevoegd aan het kiesdistrict Hontenisse en de gemeenten Aardenburg, Axel, Biervliet, Breskens, Cadzand, Eede, Groede, Hoek, Hoofdplaat, Nieuwvliet, Oostburg, Philippine, Retranchement, Sas van Gent, Schoondijke, Sint Kruis, Sluis, Ter Neuzen, Waterlandkerkje, Westdorpe, IJzendijke, Zaamslag en Zuidzande aan het kiesdistrict Oostburg.